# Couepia canescens
Couepia canescens là một loài thực vật có hoa trong họ Cám. Loài này được (Gleason) Prance mô tả khoa học đầu tiên năm 1974.